# Lepocnemis bascanopa
Lepocnemis bascanopa är en fjärilsart som beskrevs av Edward Meyrick 1913. Lepocnemis bascanopa ingår i släktet Lepocnemis och familjen Plutellidae. Inga underarter finns listade i Catalogue of Life.